# Хьюлетт, Морис
Морис Генри Хьюлетт (устар. Юлет; англ. Maurice Hewlett; 22 января 1861 — 15 июня 1923) — английский писатель

. Известен главным образом историческими романами и книгами путешествий, но также выступал как поэт, эссеист, драматург. 
Его жена Хильда известна тем, что в 1911 году стала первой англичанкой, получившей официальную лицензию пилота.

## Биография
Изучал право в Лондонском международном колледже (International College London). В 1891 году был принят в коллегию адвокатов. С 1896 по 1901 год работал в законодательной сфере, в министерстве финансов по поземельным сборам, был советником по вопросам средневекового права. После успеха исторического романа «Любители лесов» (1898) отказался от адвокатской практики в пользу литературного творчества.
В браке с Хильдой Герберт (1888) имел дочь Пиа и сына Фрэнсиса. В 1914 году, после 26 лет совместной жизни, последовал развод, связанный со страстным увлечением супруги авиацией. «Женщины никогда не будут столь же успешны в авиации, как мужчины. У них нервы неправильные», — прозорливо заявлял Морис.
После развода М. Хьюлетт поселился в Лондоне, свёл дружбу с другими литераторами, среди которых — Джеймс Мэтью Барри и Эзра Паунд. Состоял членом Лондонского клуба поэтов.

## Творчество
Дебютировал в литературе в 1895 году, выказывая пристрастие к Италии, которую он обрисовывал и в повестях, и в виде книг путешествий. Известность ему принёс роман «Любители лесов» (1898) о приключениях средневекового рыцаря. Сюжеты шести романов основаны на сагах об исландцах.
Роман Хьюлетта «Жизнь и смерть Ричарда Да-и-Нет» («The Life and Death of Richard Yea-and-Nay», 1900) из серии о короле Ричарде Львиное Сердце был любимой книгой Лоуренса Аравийского. С исторической точки зрения его роман по богатству и правдивости содержания далеко превосходит В. Скотта. Романы «Испанский нефрит» и «Открытая страна» были экранизированы (в 1915 и 1922 годах, соответственно).

## Избранные произведения
- Earthwork Out of Tuscany (книга путешествий, 1895)
- The Masque of Dead Florentines (поэзия, 1895)
- Songs and Meditations (1897)
- The Forest Lovers (исторический роман, 1898)
- Pan and the Young Shepherd (пьеса, 1898)
- Youngest of the Angels (пьеса, 1898)
- Little Novels of Italy (рассказы, 1899)
- The Life and Death of Richard Yea-and-Nay (исторический роман, 1900)
- The New Canterbury Tales (1901)
- The Queen’s Quair or The Six Years' Tragedy (исторический роман, 1904)
- The Road in Tuscany. A Commentary (книга путешествий, 1904)
- Fond Adventures: Tales of the Youth of the World (рассказы, 1905)
- The Fool Errant (исторический роман, 1905)
- The Stooping Lady (роман, 1907)
- The Spanish Jade (книга путешествий, 1908)
- Artemision (поэма, 1909)
- Halfway House (роман, 1908)
- Open Country (роман, 1909)
- Rest Harrow (роман, 1910)
- Letters to Sanchia (1910)
- The Song of Renny (1911)
- Brazenhead the Great (1911)
- Mrs. Lancelot: A Comedy of Assumptions (исторический роман, 1912)
- The Lore of Proserpine (автобиография, 1913)
- Bendish (1913) novel
- For Two Voices (1914) Poem
- The Little Iliad (1915)
- The Song of the Plow (1916)
- The Village Wife’s Lament (1918) poems
- Thorgils of Treadholt (1917)
- In Green Shade (1920)
- The Light Heart (1920)
- Wiltshire Essays (1921)
- Extemporary Essays (1922)
- The Last Essays of Maurice Hewlett (1924)
- The Letters of Maurice Hewlett (1926)